# Wijka
Wijka (niem. Ranser Flőssel) – potok w południowo-zachodniej Polsce w  Sudetach, w Górach Bystrzyckich. 
Prawy dopływ potoku Rogoziniec. Jego źródła znajdują się pomiędzy szczytami Stóg i Wietrznik na wysokości 630 m n.p.m. a ujście w dolnej części systemu dróg leśnych pn. Piekielny Labirynt na wysokości około 500 m n.p.m.

## Szlaki turystyczne
U ujścia prowadzi:
- czerwony szlak turystyczny Polanica-Zdrój - Wolarz - Schronisko PTTK „Pod Muflonem”[1].